# كزافييه آبرو سييرا
كزافييه آبرو سييرا (بالإسبانية: Xavier Abreu Sierra)‏ هو سياسي مكسيكي، ولد في 11 فبراير 1950. حزبياً، نشط في حزب العمل الوطني. وقد انتخب عضو مجلس النواب المكسيك.